# Баянгол (Закаменский район)
Баянго́л (бур. Баян гол — богатая долина) — село (в 1949—2003 гг. — посёлок городского типа) в Закаменском районе Бурятии. Образует сельское поселение «Баянгольское».

## География
Село расположено в горно-таёжной местности, в 65 км от города Закаменска, в 263 км от железнодорожной станции Джида и в 425 км от города Улан-Удэ. По северной окраине села протекает речка Мылинка.
Баянгол, наряду с улусами Бортой, Мыла, Цаган-Морин, входит в «верхний куст» Закаменского района.

## Климат
В местности, где находится Баянгол, климат резко континентальный. Зима холодная, с сухим морозом и малым количеством снега.
Весна ветреная, с заморозками и почти без осадков. Лето короткое, с жаркими днями и прохладными ночами, с обильными осадками в июле и августе.

## История
Посёлок Баянгол основан в 30-х годах XX века в местности, где охотник-следопыт Шампи Ямпилов обнаружил поверхностные образцы залежей угля. В те же годы в посёлке Джидастрой (ныне Закаменск) строился Джидинский вольфрамо-молибденовый комбинат для оборонных нужд страны, место расположения которого находилось вдали от железных дорог и линий электропередач.
Таким образом, местный уголь оказался крайне востребованным будущему комбинату и сразу же началось строительство угольных шахт и открытого разреза «Сангино».
Для рабочих и шахтеров, приехавших из различных уголков СССР, был построен посёлок Баянгол. В 1942 году на базе Баянгольского угольного месторождения запущена в эксплуатацию временная электростанция (ЦЭС), мощностью 1,5 тыс. лошадиных сил, и линия электропередачи Баянгол — Городок.
В годы Великой Отечественной войны на каждом третьем советском танке была броня, выплавленная из сплавов Джидокомбината, в чём принимали непосредственной участие жители Баянгола. Баянгол был многонациональным посёлком. Вместе с бурятами и русскими, сюда приехали и работали украинцы, белорусы, татары, чуваши и др.
С началом войны в 1941 году в посёлок в принудительном порядке были депортированы немцы с Поволжья и других районов СССР.
С октября 1945 года в Баянгол начали завозить японских военнопленных, бывших солдат и офицеров разгромленной Квантунской армии. Максимальное количество японцев доходило до 1035 человек. Военнопленные работали в угольных шахтах, а также на строительстве Баянгольской ЦЭС. В октябре 1948 года лагерь японских военнопленных в Баянголе был закрыт. Японцы были вывезены в другие районы Бурятии и СССР.
30 мая 1949 года образован рабочий посёлок Баянгол.
Советские годы были самыми благоприятными для социально-экономического развития посёлка. Были построены каменная 3-этажная школа на несколько сот учеников, поселковая больница, детский сад, клуб, несколько магазинов, детский дом-интернат, а также благоустроенные многоквартирные дома. В те годы население посёлка достигала 5—7 тысяч жителей.
В 90-х годах XX века, после распада СССР, закрылся Джидинский ВМК, что напрямую сказалось на экономике посёлка. Прекратили работу шахты, разрез, ЦЭС. Начался отток населения.
12 ноября 2003 года посёлок городского типа Баянгол был преобразован в село, образующее отдельное сельское поселение.

## Население
| 1959  | 1970  | 1979  | 1989  | 2002  | 2010  | 2012  |
| ----- | ----- | ----- | ----- | ----- | ----- | ----- |
| 3489  | ↘2446 | ↘2004 | ↘1942 | ↘1245 | ↘1118 | ↗1317 |
| 2013  | 2014  | 2015  | 2016  | 2017  | 2018  | 2019  |
| ↘1268 | ↘1230 | ↘1197 | ↘1151 | ↘1112 | ↗1142 | ↘1111 |
| 2020  | 2021  | 2023  | 2024  |       |       |       |
| ↘1087 | ↘968  | ↘927  | ↘903  |       |       |       |

Гендерный состав
На 1 января 2012 года: мужчин — 692, женщин — 641 из 1333 жителей.
Национальный состав
Население многонациональное — буряты, русские, украинцы, татары, немцы и другие.

## Экономика
С распадом СССР в 1991 году продукция Джидинского ВМК стала неконкурентоспособной, так как ближайшая ветка железной дороги находилась более чем в 200 километрах от Закаменска. В советское время на транспортные расходы внимание не обращалось. Но в рыночной экономике такие расходы стали накладными.
В результате комбинат через несколько лет обанкротился. Это напрямую ударило и по баянгольским шахтерам и энергетикам.
Посёлок Баянгол стал медленно, но верно угасать — начался отток жителей посёлка ввиду отсутствия работы в другие города и регионы. В 1990-х годах прекратили работу шахты, разрез Сангино и сама Баянгольская ЦЭС. В настоящее время от ЦЭС остались одни руины.
В настоящее время главными работодателями являются Баянгольский детский дом, средняя общеобразовательная школа, детский сад, почта, АТС и управление ЖКХ.

## Инфраструктура
- 16 улиц[23]
- сельская администрация
- средняя школа (160 учащихся)
- детский сад «Журавленок»
- детский дом-интернат (на 200 мест)
- участковая больница
- ЖЭУ
- почта
- пожарная часть
- 4 магазина

## Школа
После землетрясения в конце августа 2008 года у Баянгольской школы, построенной в 1961 году, появились трещины на стенах, после чего здание школы было признано аварийным и закрыто.
После чего занятия школьников проходили в нескольких корпусах Баянгольской сельской больницы, которые пустовали до этого.
В январе 2012 года правительством Бурятии принято решение о строительстве в с. Баянгол новой школы и спортивного зала.
Строительство началось в 2013 году.
30 декабря 2014 года состоялось торжественное открытие новой школы.

## Природные ресурсы
Территория села Баянгол находится в горно-таежной местности, в зоне рискованного земледелия.

### Флора
Растительный мир вокруг Баянгола очень богат. Здесь растет лиственница, берёза, кедр, брусника, голубика, земляника, чёрная смородина, черника, кислица, грибы- маслята, груздь, подберёзовик, рыжик, шиповник, черемухи и т. д.
В лугах растут разнообразные виды трав и цветов.

### Фауна
Тайга вокруг села Баянгол полна разнообразными представителями животного мира. Здесь обитают косули, белки, зайцы, кабаны, изюбри, кабарга, рыси, соболи, сурки, тарбаганы.
Мир хищников представлен медведями, лисами и волками.
Из птиц здесь обитают журавли, коршуны, орлы, глухари, рябчики, куропатки и др.

## Люди, связанные с селом
- Носков, Анатолий Алексеевич — директор Баянгольской средней школы с 1965 по 1993 годы, Отличник просвещения СССР, Заслуженный учитель школы Бурятской АССР[24]
- Бадмаев Владимир Михайлович — отличник народного образования Российской Федерации, заслуженный учитель Российской Федерации, кандидат педагогических наук, с 1992 по 2011 годы — начальник районного управления образования

## Сотовые операторы
- Tele2
- МегаФон